# Ashley Schafer
Ashley Schafer es una docente de arquitectura asociada a la Universidad Estatal de Ohio, donde fue la Decana de Arquitectura entre 2005 y 2009. Antes de unirse a dicha facultad, fue docente en la misma materia en la Escuela de Diseño de Harvard.
Ha jugado un importante papel en el desarrollo de la arquitectura en los Estados Unidos, principalmente por sus textos, reconocidos a nivel internacional. Schafer es coeditora y fundadora del diario académico PRAXIS, la publicación sobre arquitectura más importante de Norteamérica. El diario ha recibido múltiples premios y menciones.
Fue curadora del Pabellón Estadounidense de la Bienal de Arquitectura de Venecia en su edición Nro. 14.
Obtuvo un grado en Ciencia y Arquitectura de la Universidad de Virginia en 1986, y un máster en Arquitectura de la Universidad de Columbia en 1998.